# Триђанело (Бари)
Триђанело (итал. Triggianello) је насеље у Италији у округу Бари, региону Апулија.
Према процени из 2011. у насељу је живело 606 становника. Насеље се налази на надморској висини од 210 м.